# 沃納明戈 (明尼蘇達州)
沃納明戈（英語：Wanamingo）是一個位於美國明尼蘇達州古德休縣的城市。

## 人口
根據2020年美國人口普查的數據，沃納明戈的面積為3.67平方千米，當中陸地面積為3.67平方千米，而水域面積為0.00平方千米。當地共有人口1113人，而人口密度為每平方千米303人。